# کوهستان قره‌داغ

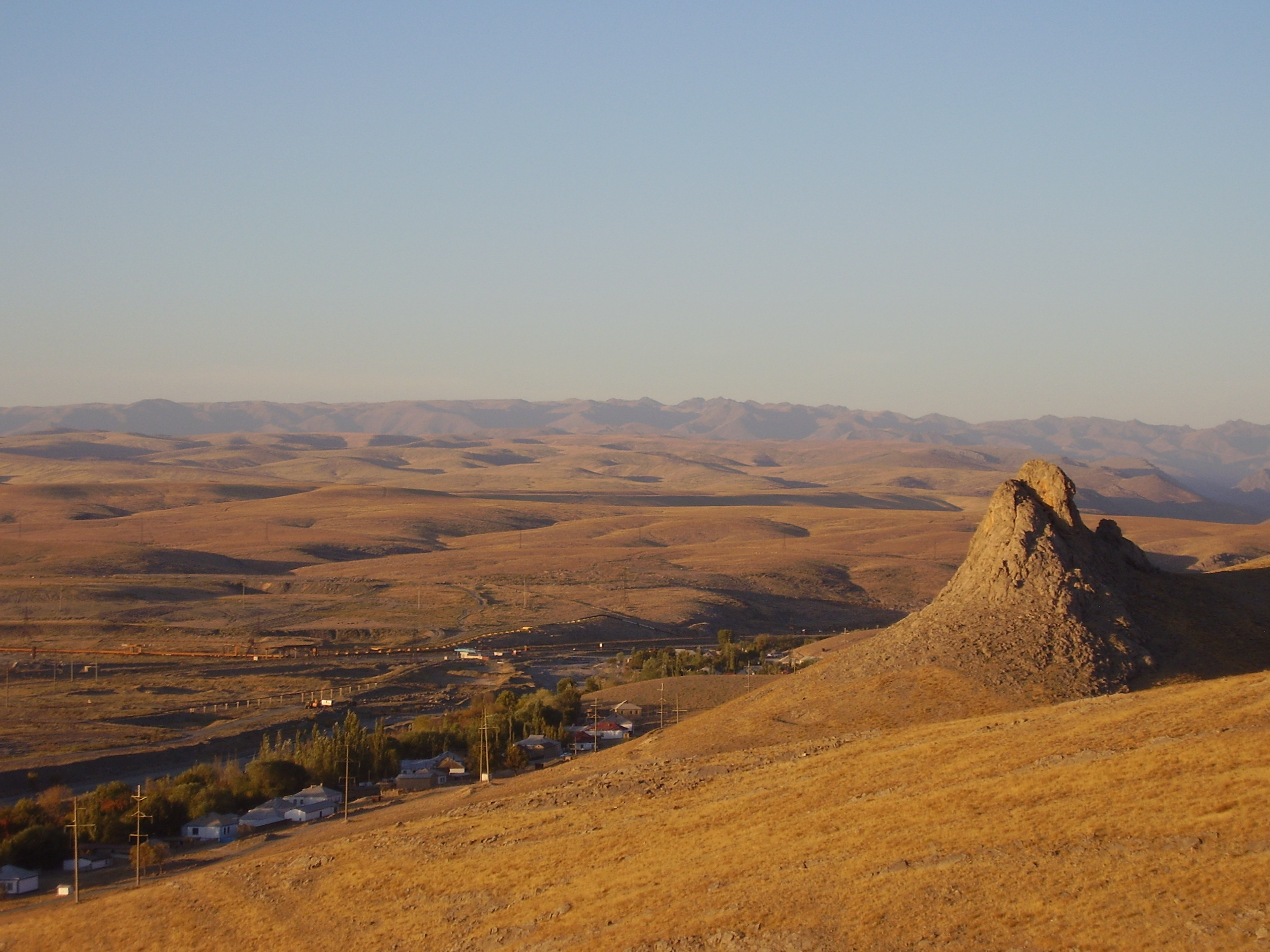
کوه‌های قره‌داغ در نزدیکی شهر کن‌داغ (کن‌تاو).

کوهستان قره‌داغ (به قزاقی: Қаратау жотасы، کاراتاو جوتاسی) رشته‌ای از کوه‌ها واقع در جنوب قزاقستان، درست در شمال سیردریا است. این کوه‌ها شکل ظاهری منحصربفرد و لایه‌های زمین‌شناختی متنوعی دارند.
در این کوهستان همچنین مکان‌های باستان‌شناختی متعددی یافت شده که مراحل پرشماری از تکامل فرهنگی، از پارینه‌سنگی آغازین تا دوران نوسنگی را دربر می‌گیرند.